# Rubin
Rubinul (din latină rubens, rubinus = roșu, cel roșu) este o piatră prețioasă din familia corindonului. Culoarea roșie se datorează ionilor de crom. Numai varietățile roșii se numesc rubine sau rajnapurah, celelalte sunt denumite safir sau padparadscha.
Corindonul este un oxid de aluminiu. Acesta este foarte dur, situându-se la nivelul 9 pe scara Mohs, fiind ideale ca pietre prețioase deoarece nu se zgârie și nu sparg ușor.

## Răspândire
Rubinele sunt întâlnite pe toate continentele lumii, în afară de Antarctica. Prețuite sunt însă în mod deosebit rubinele provenite din Asia, și anume din Myanmar, Tailanda și cele, tot mai rare, din Sri Lanka. Rubinele mari descoperite în trecut proveneau din regiunea Mogok, Myanmar. Aceste țări sunt cele mai importante exportatoare de pietre prețioase. Cantități mai mici se găsesc și în China, Pakistan, Afganistan, Norvegia, Finlanda și statul american Montana.

## Utilizare
Rubinele sunt utilizate atât ca podoabă, cât și în ceasornicărie și industrie, ca mediu activ în laserii cu rubin.

## Rubine renumite
Printre cele mai renumite rubine se numără:
- Nawata Rubin (SLORC R.; 496,5 carate; cel mai mare Rubin)
- Edward Rubin (167 carate), semitransparent, se află la Muzeul de Istorie Naturală din Londra
- Rosser-Reeves-Rubin (138.7 carate) din Sri Lanka, se găsește la Smithsonian Institusion din Washington D.C.[3]
- De-Long-Star rubin (100.32 carate)
- Friedensrubin (Rubinul păcii) (25 carate)

Un rubin fațetat, cu tăietură neregulată, care măsoară 39,5 x 36,5 x 14 mm, de 250 ct, se găsește pe Coroana Sfântului Venceslau de la Praga.